# WTFPL
De WTFPL (Do What The Fuck You Want To Public License) is een vrije softwarelicentie. Versie 1.0 werd in maart 2000 gepubliceerd door Banlu Kemiyatorn voor zijn Window Maker-creaties. Sam Hocevar, een Franse programmeur en voormalig Debian-GNU/Linux-projectleider schreef versie 2.0. Het staat de redistributie en modificatie van de software toe onder alle omstandigheden.

## Algemene voorwaarden
```
           DO WHAT THE FUCK YOU WANT TO PUBLIC LICENSE
                   Version 2, December 2004

Copyright (C) 2004 Sam Hocevar
 14 rue de Plaisance, 75014 Paris, France
Everyone is permitted to copy and distribute verbatim or modified
copies of this license document, and changing it is allowed as long
as the name is changed.

           DO WHAT THE FUCK YOU WANT TO PUBLIC LICENSE
  TERMS AND CONDITIONS FOR COPYING, DISTRIBUTION AND MODIFICATION

 0. You just DO WHAT THE FUCK YOU WANT TO.
```

## Geldigheid
Volgens Bradley Kuhn, de uitvoerend directeur van de Free Software Foundation op het moment van de publicatie van de WTFPL, moesten de mensen van de FSF erom lachen en niets anders doen dan toegeven dat the 'DO WHAT THE FUCK YOU WANT TO' een geldige vrijesoftwarelicentie is. Wel deed de FSF de suggestie om er een vergoedingsclausule aan toe te voegen.

## Gebruik van de WTFPL
De WTFPL is niet een zeer populaire licentie, het wordt voor het uitgeven van software of delen van software gebruikt, het kan verder ook voor uitbeeldingen of tekstueel materiaal gebruikt worden. Freecode, een vrije software repository, heeft een aparte categorie voor WTFPL-software en -creaties.

## Voorbeelden van gebruik

### Het gebruik in coding
- EQEQ.Java op Google code search[8][9]

### Ubuntu
- Ubuntu manpage voor monsterz 0.7.0[10]

### Mandriva
- Mandriva umlmgr[11] geschreven in Perl.